# Drunella walkeri
Drunella walkeri je druh jepice z čeledi Ephemerellidae. Žije v Severní Americe. Poprvé tento druh popsal Eaton v roce 1884.